# Pseudoconis
Pseudoconis is een geslacht van insecten uit de familie van de dwerggaasvliegen (Coniopterygidae), die tot de orde netvleugeligen (Neuroptera) behoort.

## Soort
- P. maculipennis Meinander, 1972